# Alexandra (Nový Zéland)

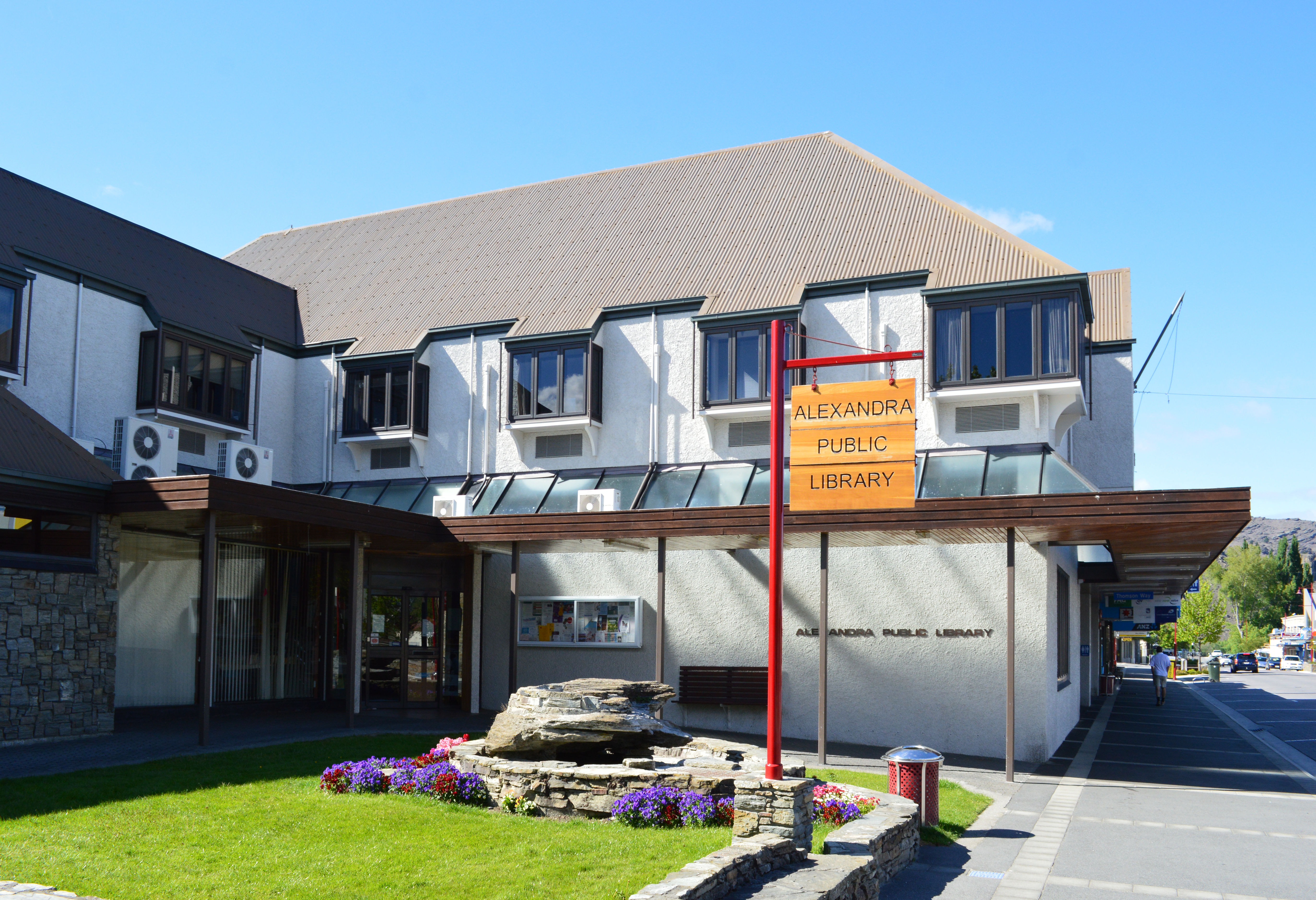
Místní knihovna

Alexandra je novozélandské město v regionu Otago na Jižním ostrově. Město leží na soutoku řek Clutha River a Manuherikia River. Podle sčítání lidu z roku 2013 mělo město 4 800 obyvatel, což činí pokles o 24 obyvatel oproti sčítání v roce 2006. Město bylo založeno v 60. letech 19. století během zlaté horečky v Otagu a bylo pojmenováno po Alexandře Dánské průzkumníkem Johnem Aitkenem Connellem.
Městem vede dálnice State Highway 8, vedoucí 88 km jihovýchodním směrem do Dunedinu a 33 km na sever do Cromwellu.